# Alfred Lyttelton
Alfred Lyttelton (7. února 1857, Londýn, Anglie – 5. července 1913, Londýn, Anglie) byl britský politik ze staré šlechtické rodiny, mimo jiné byl synovcem premiéra W. Gladstona. Proslul především jako sportovec (kriket, fotbal). Řadu let byl poslancem Dolní sněmovny za liberální unionisty a v letech 1903-1905 britským ministrem kolonií. Jeho syn Oliver (1893-1972) byl v několika funkcích členem Churchillova koaličního kabinetu za druhé světové války, později byl též ministrem kolonií (1951-1954).

## Životopis
Pocházel ze starobylého šlechtického rodu, byl nejmladším synem Georga Lytteltona, 4. barona Westcote (1817-1876), po matce Mary Glynne byl synovcem premiéra Williama Gladstona. Studoval v Etonu a Cambridge, od studií se aktivně věnoval sportu a proslul především v kriketu a ve fotbale. Mezitím působil v justici, mimo jiné byl soudcem a v roce 1899 byl jmenován královským justičním radou. Mezitím vstoupil do Liberálně unionistické strany a v letech 1895-1913 byl členem Dolní sněmovny. V roce 1900 byl mimořádným komisařem v jižní Africe pro konsolidaci poměrů po búrské válce, poté zasedal v několika vládních komisích. Namísto Josepha Chamberlaina se v roce 1903 stal ministrem kolonií, zároveň byl jmenován členem Tajné rady. V této funkci měl snahu o decentralizaci britských kolonií, ale své záměry nestačil realizovat a po vítězství liberálů ve volbách musel v prosinci 1905 odstoupit. Nadále zůstal aktivní v politice, v součinnosti se svou druhou manželkou podporoval volební právo žen. V létě 1913 byl zraněn při kriketovém zápasu v jižní Africe, po převozu do Anglie mu byl neúspěšně operován absces v žaludku a zemřel krátce poté.
Byl dvakrát ženatý, jeho první manželkou byla Octavia Tennant (1862-1886), dcera poslance Sira Charlese Tennanta, podruhé se oženil v roce 1892 s Edith Balfour (1865-1948), která proslula jako spisovatelka a překladatelka. Z prvního manželství pocházel syn Alfred (1886-1888), který zemřel v dětství, jako dítě zemřel i druhorozený syn z druhého manželství Anthony George (1900-1901). Prostřední syn Oliver (1893-1972) zastával několik ministerských funkcí a v roce 1954 získal titul vikomta.
Alfredův nejstarší bratr Charles George Lyttelton, 8. vikomt Cobham (1842-1922), byl původně poslancem Dolní sněmovny, v roce 1876 vstoupil do Sněmovny lordů, po rodu Grenvillů zdědil v roce 1889 titul vikomta Cobhama (s prvním nositelem titulu, maršálem Cobhamem, byla rodina Lytteltonů spřízněna). Další bratr Neville Lyttelton (1845-1931) byl generálem a v letech 1904-1908 náčelníkem generálního štábu. Bratranec Herbert Gladstone byl ministrem vnitra a generálním guvernérem v jižní Africe.